# Aena
Aeropuertos Españoles y Navegación Aérea S.A., abbreviata Aena, è una società spagnola che opera nel settore aeroportuale e proprietaria della maggior parte degli aeroporti spagnoli pubblici, ad eccezione di quelli privati di Ciudad Real e di Lleida–Alguaire.
È inoltre responsabile dell'esercizio e della gestione aeroportuale nonché del controllo del traffico aereo spagnolo.
È il più grande operatore mondiale del settore per numero di passeggeri gestiti e la quarta società in Europa nella fornitura di servizi aeroportuali.
Aena è una società controllata dal Ministerio de Fomento, organo del Governo di Spagna.

## Storia
Fino al 1977 l'Aeronautica Militare Spagnola forniva i servizi aeroportuali e di controllo del traffico aereo: dopodiché la prima attività venne trasferita all'Organismo Autonómo de Aeropuertos Nacionales e la seconda alla Dirección General de Aviación Civil, dipartimento ministeriale del governo spagnolo. Nel 1990 vengono entrambe fuse in Aena.

## Bilancio 2013
Nel 2013 la controllata Aena Aeropuertos S.A. ha ottenuto 2,87 miliardi di euro di ricavi, nonostante il calo delle presenze negli aeroporti gestiti, di cui:
- 2,17 miliardi da servizi aeroportuali (tariffe, atterraggi, servizi di terra, sicurezza, handling, rifornimento e movimentazione aeromobili);
- 552,8 milioni dal settore commerciale (duty free, ristoranti, noleggio auto, pubblicità, sale vip);
- 146,2 milioni da altri settori (gestione immobili e parcheggi per autovetture);
- 6,4 milioni da attività internazionali.

Ebitda di 1,61 miliardi, Ebit di 792,3 milioni (grazie alla riduzione delle spese per ammortamenti), 596,7 milioni di utili.  
La società ha subito un piano di riduzione dei costi del 20%, 1.200 licenziamenti e un innalzamento delle tariffe per poter tornare a essere profittevole.
Gestisce 46 aeroporti e 2 eliporti in Spagna, più 15 altre aerostazioni nel mondo (in Colombia, Messico, Stati Uniti d'America e Regno Unito), con più di 228 milioni di passeggeri (187 nella sola Spagna di cui il 70% stranieri) gestiti e distribuiti tra più di 1,81 milioni di voli, che, come detto, la rendono leader mondiale.
Ha un valore di mercato compreso tra 10 e 16 miliardi di euro.